# Велика пожежа в Нью-Йорку (1776)
Велика пожежа в Нью-Йорку спалахнула в ніч з 20 на 21 вересня 1776 року на південному кінці острова Манхеттен. Пожежа сталася на початку британської військової окупації міста під час Війни за незалежність США.
Вогонь знищив від 10 до 25 % міських будівель, вцілілі частини міста були розграбовані. Багато хто вважав, що підпал був навмисним і в ньому брали участь декілька осіб, висували різні причини. Британські командири звинувачували в підпалі бунтівників. Наслідки пожежі відчувалися практично до кінця британської окупації міста, яка закінчилася 1783 року.

## Події до пожежі

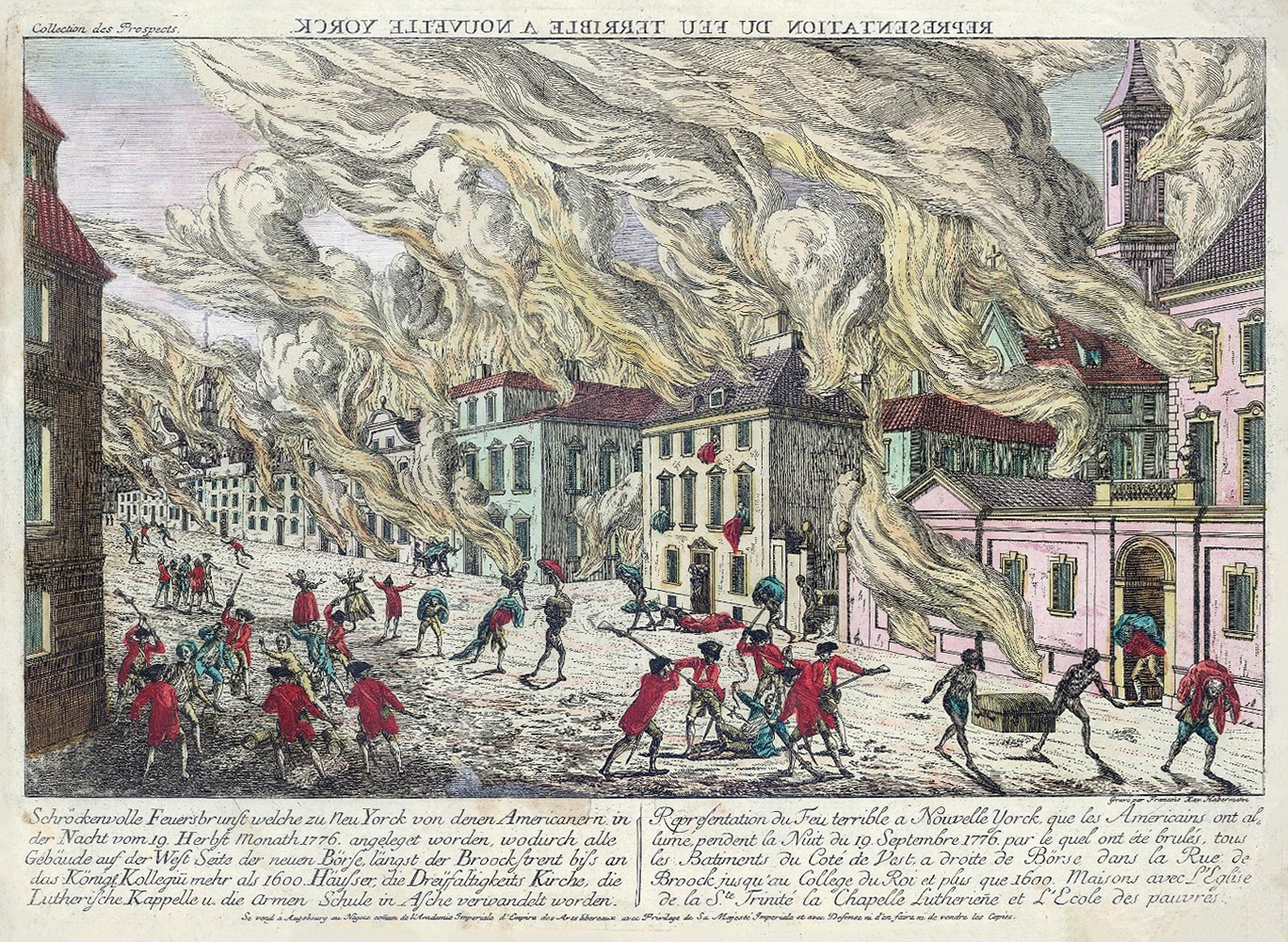
Малюнок художника того часу, опублікований у 1776 році

До початку Війни за незалежність США у квітні 1775 року, Нью-Йорк був важливим торговим центром, але ще не перетворився на мегаполіс. Він займав лише південну частину острова Мангеттен, а його населення налічувало близько 25000 осіб. До початку війни провінція Нью-Йорк була політично розділеною, там активно діяли організації патріотів і колоніальна асамблея, яка складалась з лоялістів. Після битви при Лексінгтоні і Конкорді патріоти встановили контроль над містом і взялися за арешти і вигнання лоялістів.
На початку літа 1776 року, на ранній стадії війни, британський генерал Вільям Гау розпочав кампанію по захопленню міста і встановленню контролю над важливою з військового погляду міською затокою. Після заняття Стейтен-Айленда в липні, він здійснив успішний наступ на Лонг-Айленд за підтримки сил флоту під командою свого брата адмірала лорда Річарда Гау (це відбувалося наприкінці серпня). Американський генерал Джордж Вашингтон збагнув неминучість падіння міста й відвів більшу частину своєї армії на 16 км на північ на висоти Гарлема. Деякі військовики, включаючи генерала Натаніеля Гріна і Джона Джея, переконували Вашингтона спалити місто, щоб позбавити британців бази та вигідної військової позиції. Вашингтон поставив питання перед Другим Континентальним конгресом, який відкинув цей захід, заявивши: «місто в жодному разі не повинно бути пошкодженим».
15 вересня 1776 року британські війська під командуванням генерала Гау висадилися на острові Мангеттен. Наступного ранку британці рушили на Гарлемські висоти, де дві армії знову вступили в бій, тоді як інші сили рухалися до міста.
Вихід цивільного населення з міста розпочався ще в лютому, до того як британський флот увійшов у затоку. Прибуття перших сил континентальної армії спонукало деяких жителів, включаючи лоялістів, які зазнавали репресій з боку армії і патріотів, залишити місто. Захоплення Лонг-Айленда лише прискорило процес. Під час перебування континентальної армії в місті командування використовувало багато покинутих будівель для військових потреб. Коли британці зайняли місто, ролі змінилися і командування конфіскувало власність патріотів для потреб британської армії. Попри цю дію, розміщення військ та інші заходи окупаційної адміністрації істотно скоротили доступний міський житловий фонд.

## Пожежа

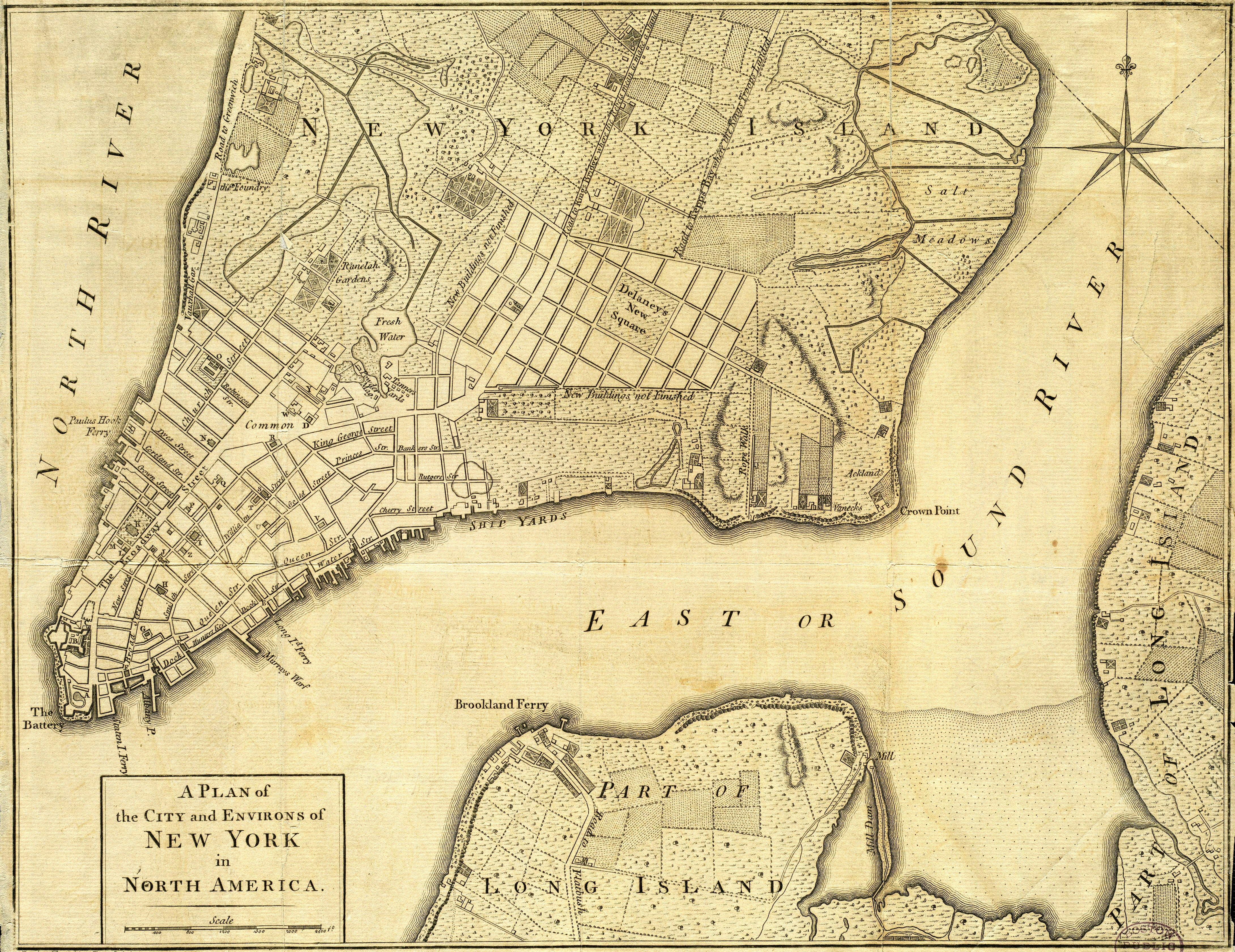
Мапа 1776 року Нью-Йорка і його околиць (острів Мангеттен названий островом Нью-Йорк)

Зранку 21 вересня 1776 року вогонь охопив місто. Відповідно до розповіді очевидця — Джона Джозефа Генрі (американського військовополоненого, що перебував на борту британського корабля HMS Pearl), — пожежа почалася з таверни «Бійцівські півні» (Fighting Cocks Tavern) поблизу бухти Вайтхолл сліп (Whitehall Slip). Завдяки сухій погоді і сильним вітрам, полум'я швидко поширювалося по щільній міській забудові на північ і захід. Жителі вибігали на вулиці з тим майном, яке встигли схопити, і знаходили притулок на зарослих травою міських пустирях (нині City Hall Park). Вогонь перетнув Бродвей поблизу Бівер-стріт (Beaver Street), після чого знищив більшу частину міста між Бродвеєм і річкою Гудзон. Пожежа лютувала вдень, а зупинилася внаслідок зміни вітру, а також завдяки діям деяких громадян і британських морських піхотинців, які прибули згідно з Генрі «на допомогу жителям». Північною межею охоплених пожежею кварталів був недобудований королівський коледж. Точну кількість знищених пожежею будинків неможливо визначити, оцінки різняться від чотирьохсот до тисячі — 10-25 % з чотирьох тисяч міських будівель. Серед згорілих виявилася церква Трійці, а капела Святого Павла вціліла.

## Підозри в підпалі
У своєму рапорті, відісланому до Лондона, генерал Гау стверджував, що підпал був навмисним: це «найжахливіша спроба низки негідників спалити місто». Королівський губернатор Вільям Трайон підозрював участь Вашингтона і написав: «Багато обставин наштовхують нас на думку, що Вашингтон був зацікавлений у цьому злочинному акті» і «виявлено деяких офіцерів його армії, які переховувалися в місті». Багато американців також вважали, що пожежа була справою рук паліїв з табору патріотів. Джон Джозеф Генрі записав звіти морських піхотинців, які повернулися на корабель Pearl після боротьби з пожежею, де є слова: «були спіймані на місці злочину лиходії, які підпалювали будинки».
Деякі американці звинувачували в підпалі британців з метою грабунку міста. Майор-гессенець зазначив, що деяким з тих, хто боровся з пожежею, вдалося «добре винагородити себе грабунком розташованих поруч будинків, не охоплених вогнем».
Джордж Вашингтон у своєму листі Джону Хенкоку 22 вересня особливо відзначив, що причина пожежі йому невідома. У листі двоюрідній сестрі Лінді Вашингтон писав: «Провидіння або якийсь хороший чесний хлопець зробили більше для нас, ніж ми схильні були зробити для себе».
На думку історика Барнета Шектера (Barnet Schecter), жодне зі звинувачень у підпалі не витримує критики. Сильним опосередкованим доказом на користь теорій підпалу є факт, що пожежа спалахнула в декількох місцях. Однак, сучасні дослідники пояснюють цей факт тим, що вогонь поширювався завдяки палаючим клаптями покрівельної дранки дерев'яних дахів. Один мемуарист написав: «Вогонь переносився від хати до хати», жмути «переносилися вітром на деяку відстань».
Британці допитали понад 200 підозрюваних, але жодних звинувачень не висунули. У день пожежі в Куїнсі заарештовано Натана Гейла, американського капітана, який брав участь в шпигунстві на користь Вашингтона. Чутки про його зв'язок з пожежею так і не підтвердилися, ніщо не вказує на те, що його заарештовано (і в підсумку повішено) за щось інше, крім шпигунства.

## Реакція британців
Генерал-майор Джеймс Робертсон конфіскував вцілілі покинуті будинки, про які було відомо, що вони належать патріотам, і віддав їх британським офіцерам. У приміщеннях церков, які не належали до державної релігії (англіканська церква), розмістились в'язниці, лазарети і казарми. Деяких солдат розквартирували з цивільними сім'ями. Мав місце значний приплив лоялістів до міста, що призвело до подальшого перенаселення, багато лоялістів, що повернулися, змушені були розміщуватися в убогих наметових таборах серед обгорілих руїн. Пожежа переконала британців залишити місто під військовим управлінням і не передавати його цивільній владі. Злочинність і погана санітарія були постійними проблемами під час британської окупації. Ці проблеми не припинилися з настанням дня евакуації в листопаді 1783 року.

## У популярній культурі
Охоплені вогнем райони показані в грі Assassin's Creed III, дія якої відбувається в Нью-Йорку до Війни за незалежність.